# Lupita Nyong’o

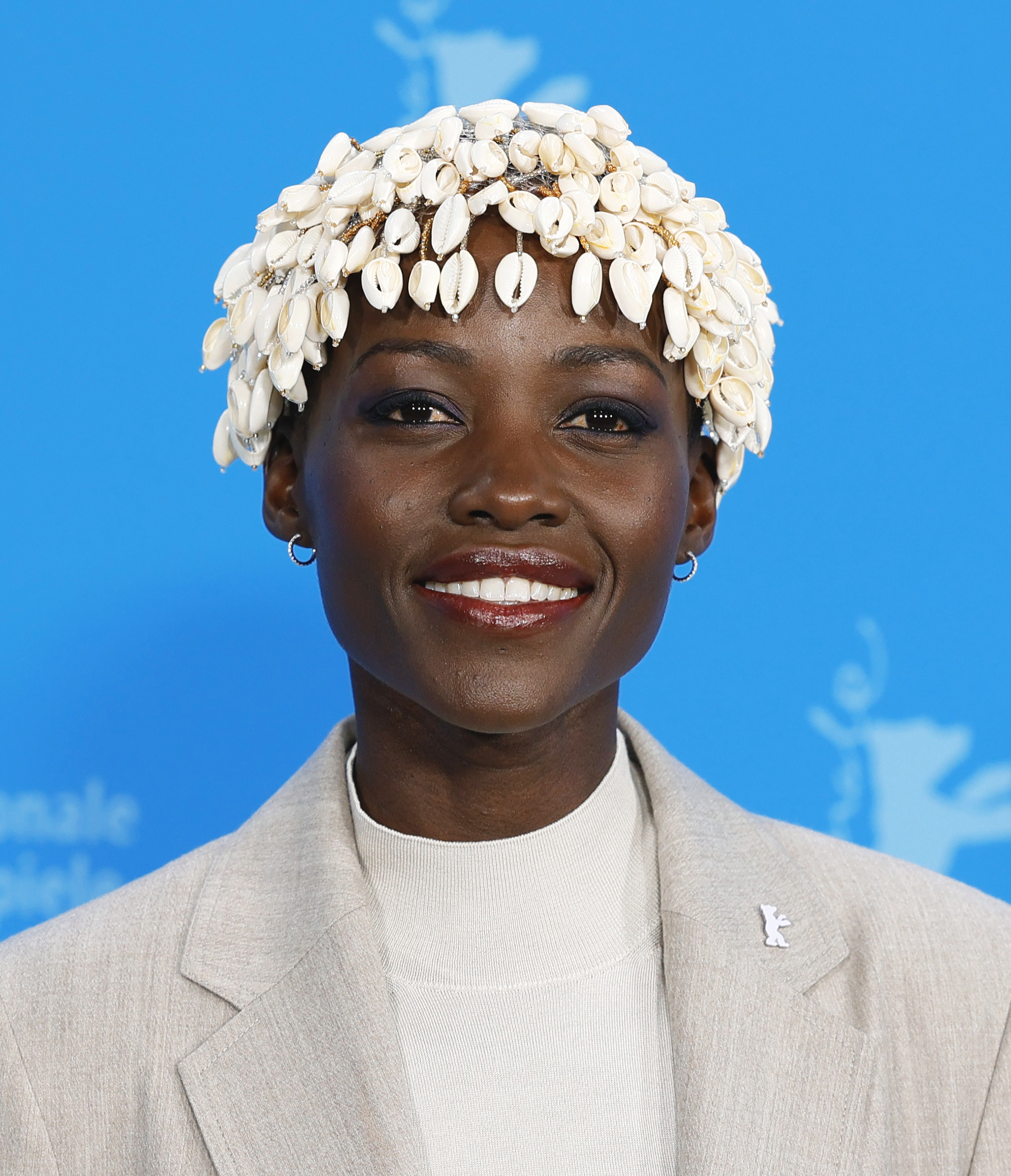
Lupita Nyong’o (2024)

Lupita Amondi Nyong’o Buyu ([luˈpita ˈɲɔ̃ŋɔ] Ausspracheⓘ, * 1. März 1983 in Mexiko-Stadt) ist eine kenianisch-mexikanisch-US-amerikanische Schauspielerin und Filmemacherin. Für ihre darstellerische Leistung einer Sklavin im Film 12 Years a Slave wurde sie bei der Oscarverleihung 2014 mit dem Oscar als beste Nebendarstellerin ausgezeichnet. 2020 wurde sie vom Magazin Forbes eine der 50 mächtigsten Frauen Afrikas genannt.

## Leben
Nyong’o wurde 1983 als Tochter des kenianischen Politikers Peter Anyang’ Nyong’o in Mexiko-Stadt geboren und wuchs in Kenia auf. Erste Erfahrungen sammelte sie in einem Theater der Produktionsfirma Phoenix Players in Nairobi.
Sie studierte in den Vereinigten Staaten am Hampshire College und beendete ihr Studium dort mit einem Abschluss in Film- und Theaterwissenschaften. Danach arbeitete sie bei der Produktion verschiedener Filme mit, unter anderem Der ewige Gärtner (2005) und Namesake – Zwei Welten, eine Reise (2006). 2008 spielte sie in Marc Greys Kurzfilm East River die Hauptrolle. Anschließend kehrte sie nach Kenia zurück, wo sie eine Rolle in der Fernsehserie Shuga übernahm.
2009 entstand der Dokumentarfilm In My Genes über das Leben der kenianischen Albinos, für den sie das Drehbuch schrieb und auch als Regisseurin und Produzentin verantwortlich zeichnete.
Es folgte ein Studium an der Yale School of Drama, wo sie auch in mehreren Theaterinszenierungen auftrat. Direkt im Anschluss erhielt sie die Rolle der Patsey in Steve McQueens Filmdrama 12 Years a Slave. Die Rolle brachte ihr zahlreiche Auszeichnungen ein, darunter den Oscar als beste Nebendarstellerin, den Chicago Film Critics Association Award und den Critics’ Choice Movie Award sowie eine Nominierung für den Golden Globe als beste Nebendarstellerin. Nyong’o wurde daraufhin vor allem in den USA große mediale Aufmerksamkeit zuteil, sie wurde für die Titelblätter großer Modemagazine wie Vogue und Glamour fotografiert und als Stilikone bezeichnet.
Am 2. Juni 2014 wurde bekannt, dass sie für die Rolle der Maz Kanata in Star Wars: Das Erwachen der Macht, dessen Veröffentlichung im Dezember 2015 erfolgte, verpflichtet wurde. Auch an den Fortsetzungen, die 2017 und 2019 veröffentlicht wurden, war sie beteiligt. 2018 sah man sie erstmals in der Rolle der Kriegerin Nakia im Marvel-Film Black Panther. Sie war auch in der Fortsetzung Black Panther: Wakanda Forever (2022) zu sehen.

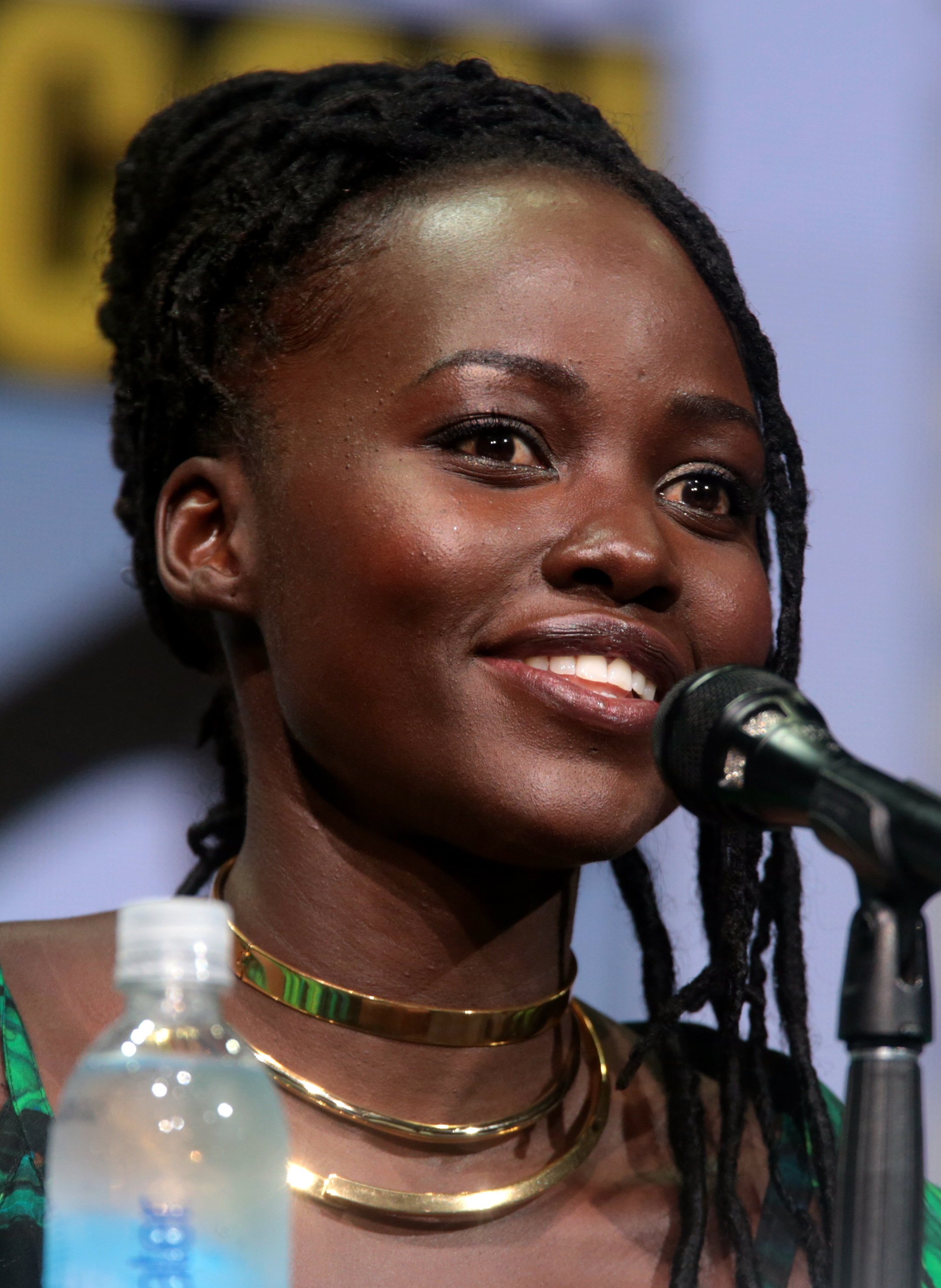
Lupita Nyong’o auf der San Diego Comic-Con International, 2017

Bereits 2014 sicherte sich Nyong’o die Rechte an der Verfilmung des Romans Americanah der nigerianischen Schriftstellerin Chimamanda Ngozi Adichie. In der TV-Mini-Serie sollte sie Ifemelu, die Protagonistin, spielen. Allerdings wurde das Projekt 2020 abgesagt.
Ihre deutsche Synchronstimme ist üblicherweise Rubina Nath. In den Star-Wars-Filmen wurde sie unter anderem von Ghadah Al-Akel und Regina Lemnitz gesprochen. In Black Panther lieh ihr Alice Bauer ihre Stimme.
Lupita Nyong’os Kinderbuch Sulwe stand auf der Shortlist des Deutschen Kinderbuchpreises 2021. Im Dezember 2023 wurde Nyong’o zur Jurypräsidentin der Berlinale 2024 ernannt.

## Privates
Nach weniger als einem Jahr Beziehung wurde die Trennung von Joshua Jackson im Oktober 2024 bekannt.

## Filmografie (Auswahl)
- 2008: East River (Kurzfilm)
- 2009–2012: Shuga (Fernsehserie)

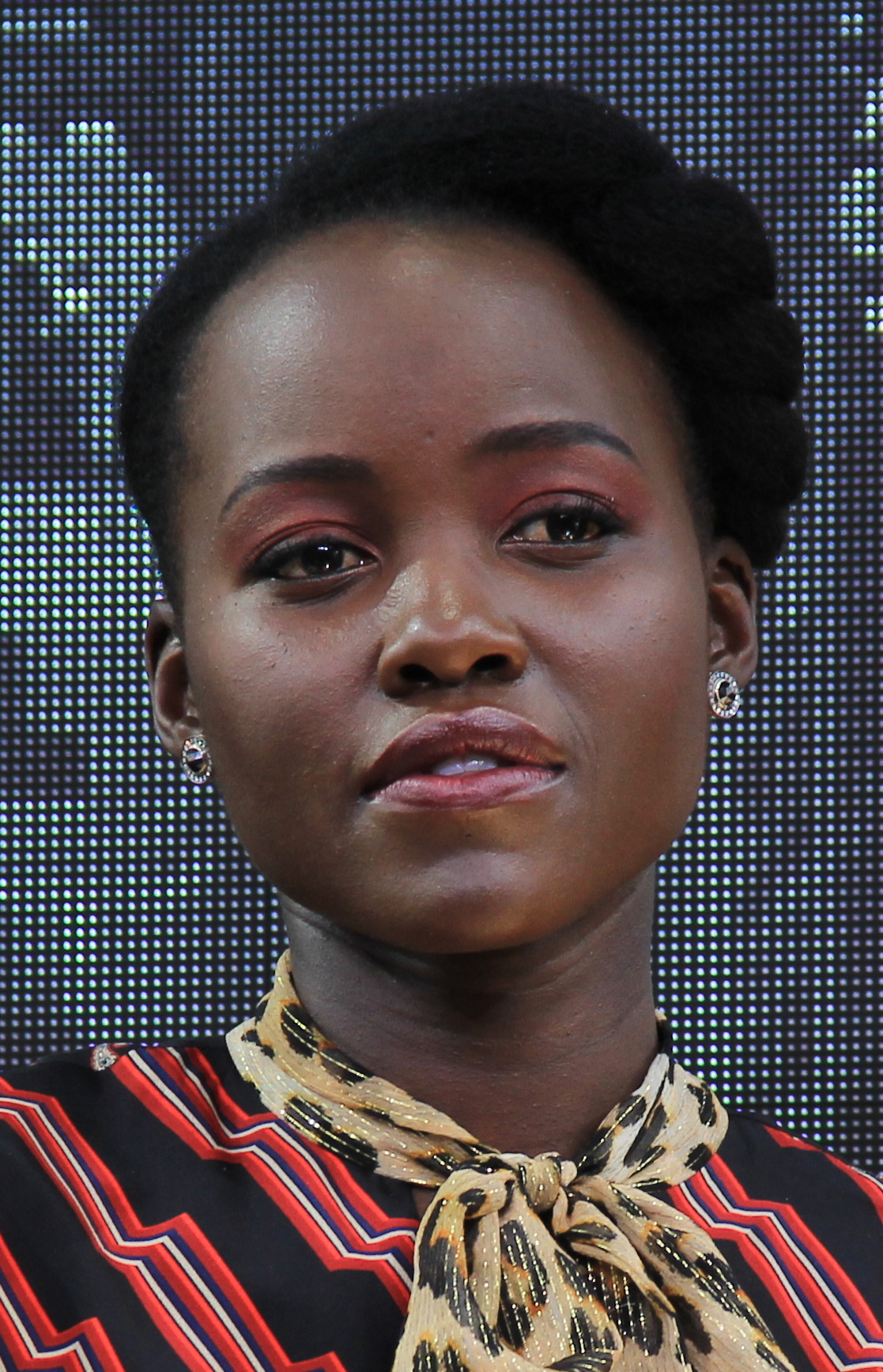
Lupita Nyong’o beim Filmfestival South by Southwest, 2019

- 2009: In My Genes (Dokumentarfilm; Regie, Schnitt, Produktion)
- 2013: 12 Years a Slave
- 2014: Non-Stop
- 2015: Star Wars: Das Erwachen der Macht (Star Wars: The Force Awakens)
- 2016: The Jungle Book (Stimme von Raksha)
- 2016: Queen of Katwe
- 2017–2018: Star Wars: Die Mächte des Schicksals (Star Wars: Forces of Destiny)
- 2017: Star Wars: Die letzten Jedi (Star Wars: The Last Jedi)
- 2018: Black Panther
- 2019: Wir (Us)
- 2019: Little Monsters
- 2019: Star Wars: Der Aufstieg Skywalkers (Star Wars: The Rise of Skywalker)
- 2020: Black Is King
- 2022: The 355
- 2022: Black Panther: Wakanda Forever
- 2024: A Quiet Place: Tag Eins (A Quiet Place: Day One)
- 2024: Der wilde Roboter (The Wild Robot, Stimme Roz)

## Bibliografie
- Sulwe. Mentor Verlag, Berlin 2021, ISBN 978-3-948230-18-0.[17]

## Auszeichnungen und Nominierungen
Oscar

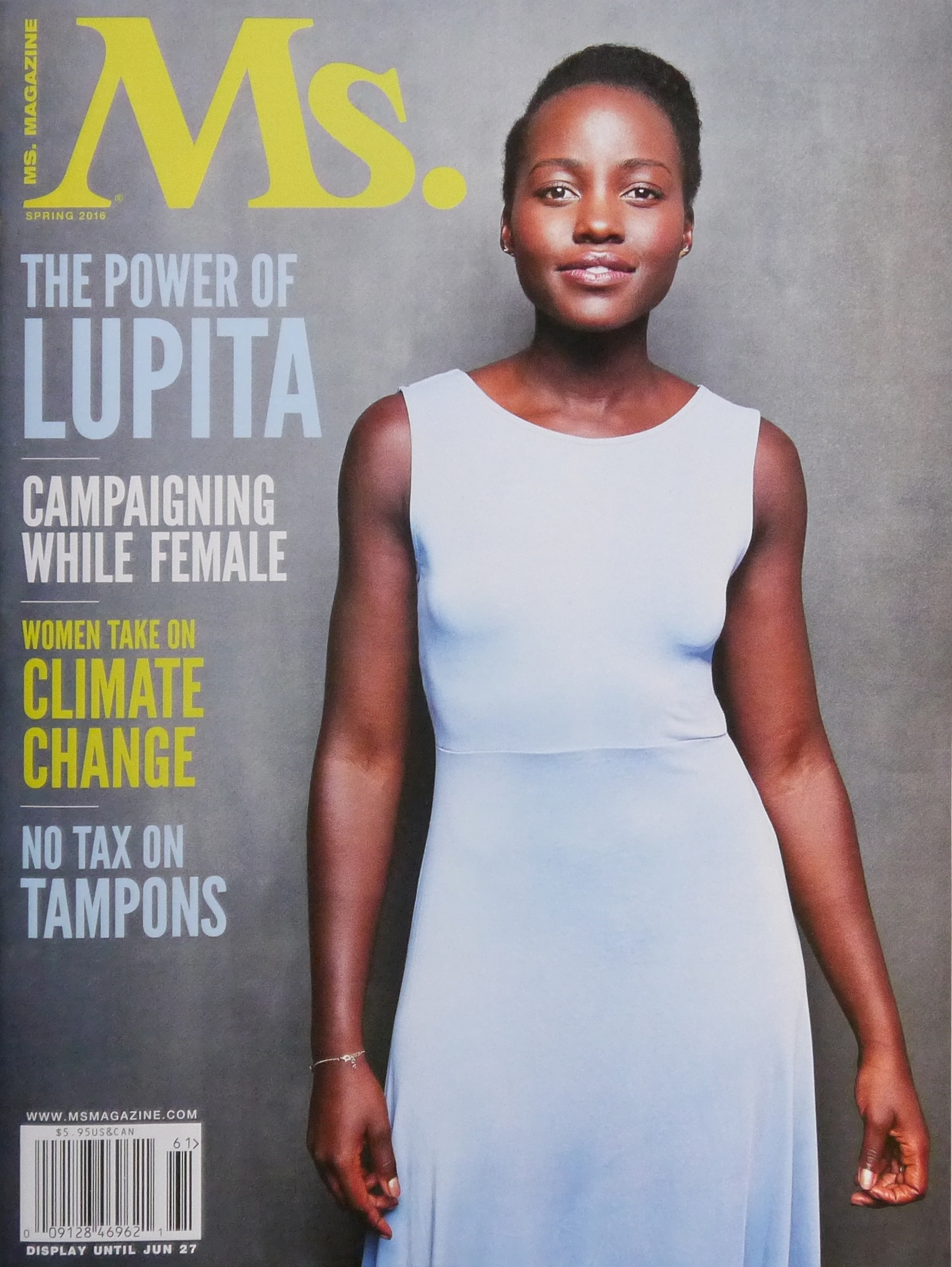
Lupita Nyong’o auf dem Titelblatt des Ms. Magazine im Frühjahr 2016

- 2014: Auszeichnung als Beste Nebendarstellerin für 12 Years a Slave

Golden Globe Award
- 2014: Nominierung als Beste Nebendarstellerin für 12 Years a Slave

Screen Actors Guild Award
- 2014: Auszeichnung als Beste Nebendarstellerin für 12 Years a Slave
- 2014: Nominierung als Bestes Schauspielensemble für 12 Years a Slave

British Academy Film Award
- 2014: Nominierung als Beste Nebendarstellerin für 12 Years a Slave

Tony Award
- 2016: Nominierung als Beste Hauptdarstellerin für Eclipsed

Critics’ Choice Movie Award
- 2014: Auszeichnung als Beste Nebendarstellerin für 12 Years a Slave
- 2014: Nominierung als Bestes Schauspielensemble für 12 Years a Slave

Saturn Award
- 2016: Nominierung als Beste Nebendarstellerin für Star Wars: Das Erwachen der Macht
- 2018: Nominierung als Beste Hauptdarstellerin für Black Panther

Teen Choice Award
- 2018: Nominierung als Choice Liplock für Black Panther
- 2018: Nominierung als Choice Movie Ship für Black Panther
- 2018: Nominierung als Choice Movie Actor – Sci-Fi/Fantasy für Black Panther

Deutscher Kinderbuchpreis
- 2021: Nominierung des Bilderbuchs Sulwe für den Deutschen Kinderbuchpreis

LovelyBooks Leserpreis
- 2021: LovelyBooks Leserpreis Gold in der Kategorie Bilderbücher für Sulwe[18]